# Artur Dmítriev
Artur Dmitriev (en rus: Артур Дмитриев) (Bila Tserkva, Unió Soviètica 1968) és un patinador artístic sobre gel rus ja retirat, que destacà a la dècada del 1990. És l'únic patinador, juntament amb Irina Rodninà, que ha guanyat dues medalles olímpiques d'or amb dues parelles diferents.

## Biografia
Va néixer el 21 de gener del 1968 a la ciutat de Bila Tserkva, població situada a 80 quilòmetres de Kíiv, i que en aquells moments formava part de la Unió Soviètica i que avui en dia forma part d'Ucraïna. Després de l'esfondrament de la Unió Soviètica Dmitriev adquirí la nacionalitat russa.

## Carrera esportiva
Va iniciar la seva carrera esportiva en el patinatge de parelles amb Natalia Mishkutenok l'any 1987, amb la qual va participar en els Jocs Olímpics d'Hivern del 1992 a Albertville (França) i en representació de l'Equip Unificat. En aquests Jocs van obtenir la medalla d'or en la prova per parelles. Posteriorment en els Jocs Olímpics d'Hivern del 1994 a Lillehammer (Noruega) Van guanyar la medalla de plata.
Juntament amb Mishkutenok aconseguiren guanyar tres medalles al Campionat del Món de patinatge artístic, dues d'elles d'or (1991 i 1992), així com cinc medalles al Campionat d'Europa de patinatge artístic, també dues d'or (1991 i 1992). Així mateix foren quatre vegades subcampions del seu país.
L'any 1994 Mishkutenok decidí retirar-se de la competició activa motiu pel qual Dmitriev decidí buscar una nova parella, Oksana Kazakova, amb qui va guanyar la medalla d'or als Jocs Olímpics d'Hivern del 1998 a Nagano (Japó).
Juntament amb Kazakova va guanyar una medalla de bronze al Campionat del Món (1997), i dues al Campionat d'Europa, una d'elles d'or (1996). Així mateix ha estat dues vegades tercer al campionat nacional de Rússia.